# Benzil-2-metil-idrossibutirrato deidrogenasi
La benzil-2-metil-idrossibutirrato deidrogenasi è un enzima appartenente alla classe delle ossidoreduttasi, che catalizza la seguente reazione:
benzil (2R,3S)-2-metil-3-idrossibutanoato + NADP+ ⇄ benzil 2-metil-3-ossobutanoato + NADPH + H+
Agisce anche sul benzil (2S,3S)-2-metil-3-idrossibutanoato, altrimenti è altamente specifica.